# Abagrotis vittifrons
Abagrotis vittifrons là một loài bướm đêm thuộc họ Noctuidae. Nó được tìm thấy ở miền đông North Dakota và tây nam Saskatchewan phía tây đến miền nam nội địa của British Columbia, phía nam đến miền nam California, Arizona và New Mexico.
Sải cánh dài khoảng 34–35 mm. Con trưởng thành bay từ tháng 8 đến tháng 9 làm một đợt tùy theo địa điểm.